# Psychotria merrittii
Psychotria merrittii är en måreväxtart som beskrevs av Elmer Drew Merrill. Psychotria merrittii ingår i släktet Psychotria och familjen måreväxter. Inga underarter finns listade i Catalogue of Life.